# Tricholepidion gertschi
Tricholepidion gertschi – gatunek owada z rzędu rybików, jedyny z rodzaju Tricholepidion, rodziny Tricholepidiidae i podrzędu Archizygentoma. Najprymitywniejszy znany rybik, stanowiący żywą skamieniałość.

## Taksonomia
Gatunek i rodzaj opisane zostały w 1961 roku przez Petra W. Wygodzinskiego na podstawie okazów odłowionych przez W. Gertscha, V. Rotha oraz samego Wygodzinskiego w okolicach Piercy w Kalifornii (Stany Zjednoczone). Epitet gatunkowy nadano na cześć pierwszego ze zbieraczy.
Wygodzinsky rozpoznał w tym gatunku szereg cech prymitywnych, uznał go za żywą skamieniałość i umieścił w rodzinie Lepidotrichidae, wcześniej znanej tylko z pojedynczego gatunku odnalezionego w pochodzącym z eocenu bursztynie bałtyckim. Analizy Michaela Engela wykazały jednak, że gatunek ten jest jeszcze bardziej prymitywny i zajmuje najbardziej bazalną pozycję ze wszystkich znanych rybików, zarówno współczesnych jak i kopalnych. Świadczą o tym m.in. obecność przyoczek i pięcioczłonowe stopy. Engel umieścił go w związku z tym w monotypowej rodzinie Tricholepidiidae oraz monotypowym podrzędzie Archizygentoma.

## Opis
Owad o ciele długości do 12 mm (do 26 mm włącznie z przysadką końcową), grzbietobrzusznie przypłaszczonym, w zarysie wydłużonym i o prawie równoległych bokach. Ubarwienie ciała jest żółtawoszare, ale w hipodermie występuje fioletowy pigment. Ciało porastają krótkie, żółtawe, słabo widoczne, zróżnicowane na mikro- i makrochety szczecinki, natomiast brak na nim łusek. Trichobotria występują na czułkach i przysadkach.
Głowa jest hipognatyczna, zaopatrzona w czarne oczy złożone oraz trzy białe, małe, zaokrąglone przyoczka. Puszkę głowową cechuje obecność szwu zaczołowego i epistomalnego oraz wyraźne oddzielenie nadustka od wargi górnej. Czułki są fioletowe, długości do 9 mm. W części wierzchołkowej ich człony są wtórnie podzielone na 2–3 pseudosegmenty. Pierwszy człon ich biczyka ma sześć trichobotriów a następne co najwyżej dwa. Żuwaczki są tęgie, dikondyliczne. Żuwka wewnętrzna ma trzy silne ząbki wierzchołkowe, trzy wyrostki grzebieniaste i sześć prostych, ustawionych w jednym rzędzie wyrostków błoniastych. Błoniasta żuwka wewnętrzna ma dwa stożki zmysłowe. Ostatni człon głaszczków szczękowych zaopatrzony jest w 5 lub 6 sensilli. Warga dolna ma krótkie i niepodzielone języczki i przyjęzyczki. Ostatni człon głaszczków wargowych jest ku szczytowi rozszerzony.
Tułów jest nieco szerszy od głowy, o poszczególnych tergitach podobnych rozmiarów i spodzie pozbawionym pigmentacji. Odnóża cechują pięcioczłonowe stopy.
Odwłok charakteryzują duże, poprzeczne sternity i obecność ośmiu par wyrostków rylcowych długością podobnych sternitowi i na spodzie zaopatrzonych w po około 5 makrochet. Spośród szczecinek osadzonych na tylnych krawędziach tergitów najdłuższe są te w okolicy kątów tylno-bocznych. Przysadki odwłokowe i przysadka końcowa są podobnej długości, ubarwione w ciemne i jasne obrączki. Ósmy segment odwłoka samca ma niefunkcjonalne woreczki biodrowe z licznymi szczecinkami. Przewód pokarmowy jest prosty i pozbawiony przedżołądka. Narząd kopulacyjny samca cechuje się szerszymi niż dłuższymi paramerami oraz dużym, mniej więcej tak długim jak dziewiąty sternit prąciem. Układ rozrodczy samicy cechują dwa jajniki zbudowane z 7 owarioli panoistycznych każdy. Jej gonapofizy są niezespolone, wyraźnie bocznie spłaszczone, podzielone na około 25 pseudosegmentów, w odsiebnej ćwiartce długości silniej zesklerotyzowane, spiczasto zakończone. Utworzone przez nie pokładełko sięga poza wyrostki rylcowe dziewiątego segmentu na długość tychże wyrostków.

## Biologia i ekologia
Gatunek znany wyłącznie z północnej Kalifornii. Zasiedla mezofitowe lasy mieszane z sekwojami. Okazy znajdywano pod rozkładającą się korą i w butwiejących kłodach daglezji zielonych, natomiast brak ich było w ściółce, glebie i pod kamieniami. Pokarm ich stanowi materia roślinna. Zaniepokojone osobniki szybko uciekają lub też unoszą ciało ponad podłoże i wymachują na boki przysadkami końca odwłoka. 